# Vimala Veera
Vimala Veera (* als Vimala Veeramachaneni) ist eine US-amerikanische Theater- und Filmschauspielerin.

## Leben
Unter ihrem Namen Veeramachaneni wirkte sie in zwei Episoden der Fernsehserie Hart Strings in der Rolle der Mitsy mit. Im selben Jahr verkörperte sie die Rolle der Benji im Tierhorrorfilm Megaboa – 20 Meter, die fressen wollen vom Filmstudio The Asylum an der Seite von Eric Roberts. Sie befindet sich in den Dreharbeiten zum Kurzfilm Where Will You Be? und zum Spielfilm Bottom of a Glass Blues, wo sie jeweils die Hauptrolle übernimmt.
Sie wirkte ab 2020 in mehreren Theaterstücken des CalShakes mit.

## Filmografie (Auswahl)
- 2021: Hart Strings (Fernsehserie, 2 Episoden)
- 2021: Megaboa – 20 Meter, die fressen wollen (Megaboa)

## Theater (Auswahl)
- 2020: As You Like It, CalShakes
- 2020: Henry VI Part III, CalShakes
- 2021: Richard III, CalShakes